# Leptomys arfakensis
Leptomys arfakensis är en gnagare som tillhör familjen råttdjur och endast finns på Nya Guinea. Den beskrevs först av Guy Musser, Kristofer Helgen och Darrin Lunde 2008.

## Beskrivning
Arten är en förhållandevis liten råtta med en kroppslängd (från nosspets till svansrot) från knappt 14 till 15 cm och en svanslängd på drygt 14 cm. Pälsen är tät, mjuk och brunorange på ryggen, övergående till mörkbrunt på bakparti, och gråbrunt på sidorna. Buksidan är helt vit med undantag för de nedre bakbenens insidor och svansbasen, som är brunorange. I ansiktet har arten en mörkbrun mask över ögonen, och svansen är brungrå på de inre två tredjedelarna av ovansidan, medan svansspetsen och hela undersidan (utom som sagt den brunoranga svansbasen) är helt vit.

## Utbredning
Arten är endemisk för Nya Guinea, där den har påträffats på den västra delen. Endast två exemplar har studerats (2008).

## Ekologi
På grund av att endast två individer av arten har studerats, är kunskapen om dess ekologi låg. Det förefaller emellertid som om den lever i bergssidornas skogar på omkring 1 000 meters höjd, vilket placerar den på gränsen mellan låglandets tropiska regnskogar och bergsskogarna.

## Bevarandestatus
Hot mot arten och populationens storlek är inte kända. IUCN listar Leptomys arfakensis med kunskapsbrist (DD).